# Santa María Yaviche
Santa María Yaviche är en ort i Mexiko.   Den ligger i kommunen Tanetze de Zaragoza och delstaten Oaxaca, i den sydöstra delen av landet, 400 km sydost om huvudstaden Mexico City. Santa María Yaviche ligger 1 339 meter över havet och antalet invånare är 611.
Terrängen runt Santa María Yaviche är bergig. Runt Santa María Yaviche är det ganska glesbefolkat, med 47 invånare per kvadratkilometer. Närmaste större samhälle är San Ildefonso Villa Alta, 16,6 km öster om Santa María Yaviche. I omgivningarna runt Santa María Yaviche växer i huvudsak städsegrön lövskog.